# Copa do Mundo de Voleibol Feminino de 2003
A Copa do Mundo de Voleibol Feminino de 2003 foi realizada de 1 novembro a 15 novembro de 2003, no Japão. Nesta edição  participaram 12 seleções femininas pelas cidades do Japão com direito a qualificação rápida para o Atenas 2004, Grécia.
A competição foi composta da seguinte forma: país sede : Japão, campeões continentais e vice-campeões da Europa, Ásia, NORCECA e América do Sul, campeão continental de África, mais duas seleções curingas convidadas conjuntamente pela FIVB e do Associação Japonesa de Voleibol. As equipes disputam em 4 fases, no totalde 66 jogos, organizadas em dois grupos paralelos (chave A e chave B). As mulheres desempenharam em Tóquio, Kagoshima,  Nagoya,  Toyama, Sapporo,  Sendai e Osaka. Japão é o anfitrião tradicional do torneio desde a 2a edição do evento (1977).

## Seleções
| - Japão — sede - Egito — Campeão Africano - China — Campeão Asiático - Polónia — Campeão Europeu - Estados Unidos — Campeão NORCECA - Brasil — Campeão Sul-americano | - Coreia do Sul — 3ª Colocada da Ásiática - Turquia — European Vice-Champions - Cuba — Vice-campeã NORCECA - Argentina — Vice-campeã Sul-americano - Itália — Convidado - República Dominicana — Convidado |

## Primeira Fase

### Chave A
- Venue: Yoyogi National Gymnasium em Tóquio

Sábado-1 de Novembro
|               |       |                |                               |  |
| Coreia do Sul | 2 – 3 | Estados Unidos | 21-25 19-25 25-21 25-22 13-15 |  |
| Itália        | 3 – 0 | Egito          | 25-13 25-11 25-13             |  |
| Argentina     | 0 – 3 | Japão          | 16-25 20-25 23-25             |  |

Domingo-2 de Novembro
|                |       |               |                   |  |
| Itália         | 3 – 0 | Coreia do Sul | 25-14 25-19 25-17 |  |
| Estados Unidos | 3 – 0 | Argentina     | 25-11 25-14 25-14 |  |
| Japão          | 3 – 0 | Egito         | 25-10 25-15 25-21 |  |

Segunda-3 de Novembro
|                |       |               |                               |  |
| Estados Unidos | 3 – 0 | Itália        | 25-22 25-22 25-19             |  |
| Egito          | 0 – 3 | Argentina     | 14-25 13-25 16-25             |  |
| Japão          | 3 – 2 | Coreia do Sul | 23-25 25-21 26-28 25-15 15-12 |  |

### Chave B
- Venue: Kagoshima Arena em Kagoshima

Sábado-1 de Novembro
|                      |       |         |                               |  |
| República Dominicana | 1 – 3 | Cuba    | 15-25 17-25 25-22 19-25       |  |
| Brasil               | 1 – 3 | China   | 25-14 18-25 19-25 16-25       |  |
| Turquia              | 2 – 3 | Polónia | 28-26 25-27 25-20 11-25 12-15 |  |

Domingo-2 de Novembro
|                      |       |         |                         |  |
| República Dominicana | 3 – 1 | Polónia | 25-21 25-17 25-27 25-21 |  |
| China                | 3 – 0 | Cuba    | 25-20 25-17 25-19       |  |
| Brasil               | 3 – 1 | Turquia | 27-29 25-19 25-23 25-10 |  |

Segunda-feira-3 de Novembro
|         |       |                      |                               |  |
| China   | 3 – 0 | República Dominicana | 25-12 25-12 25-15             |  |
| Polónia | 0 – 3 | Brasil               | 19-25 18-25 18-25             |  |
| Cuba    | 2 – 3 | Turquia              | 25-22 25-22 20-25 23-25 14-16 |  |

## Segunda Fase

### Chave A
- Venue: Nagoya Rainbow Hall em Nagoya

Quarta-feira-5 de Novembro
|                |       |           |                         |  |
| Estados Unidos | 3 – 0 | Egito     | 25-16 25-17 25-20       |  |
| Coreia do Sul  | 3 – 0 | Argentina | 25-21 25-16 25-16       |  |
| Itália         | 3 – 1 | Japão     | 25-22 25-19 15-25 25-11 |  |

Quinta-feira-6 de Novembro
|           |       |                |                   |  |
| Egito     | 0 – 3 | Coreia do Sul  | 10-25 11-25 13-25 |  |
| Argentina | 0 – 3 | Itália         | 12-25 16-25 18-25 |  |
| Japão     | 0 – 3 | Estados Unidos | 15-25 22-25 19-25 |  |

### Chave B
- Venue: Sendai City Gymnasium em Sendai

Quarta-feira-5 de Novembro
|        |       |                      |                               |  |
| Cuba   | 3 – 0 | Polónia              | 25-19 27-25 27-25             |  |
| Brasil | 3 – 2 | República Dominicana | 17-25 25-18 24-26 26-24 15-07 |  |
| China  | 3 – 1 | Turquia              | 25-10 24-26 25-21 25-21       |  |

Quinta-feira-6 de Novembro
|         |       |                      |                               |  |
| Polónia | 0 – 3 | China                | 16-25 19-25 17-25             |  |
| Turquia | 3 – 0 | República Dominicana | 25-22 25-18 25-23             |  |
| Cuba    | 2 – 3 | Brasil               | 23-25 16-25 39-37 28-26 09-15 |  |

## Terceira Fase

### Chave A
- Venue: Hokkaido Prefectural Sports Center em Sapporo

Sexta-feira-8 de Novembro
|                |       |                      |                               |  |
| Estados Unidos | 2 – 3 | Polónia              | 21-25 29-31 25-22 25-21 12-15 |  |
| Itália         | 3 – 0 | República Dominicana | 25-13 25-15 25-17             |  |
| Japão          | 3 – 0 | Turquia              | 25-21 25-16 25-16             |  |

Sábado-9 de Novembro
|                |       |                      |                               |  |
| Itália         | 3 – 0 | Polónia              | 25-15 25-17 25-22             |  |
| Estados Unidos | 3 – 2 | Turquia              | 24-26 25-22 26-24 22-25 15-10 |  |
| Japão          | 3 – 1 | República Dominicana | 25-17 23-25 25-19 26-24       |  |

Domingo-10 de Novembro
|                |       |                      |                               |  |
| Estados Unidos | 3 – 0 | República Dominicana | 25-17 25-22 25-21             |  |
| Itália         | 3 – 1 | Turquia              | 20-25 25-18 25-21 25-20       |  |
| Japão          | 3 – 2 | Polónia              | 25-22 25-20 22-25 23-25 15-11 |  |

### Chave B
- Venue: Toyama City Gymnasium em Toyama

Sexta-feira-8 de Novembro
|        |       |               |                   |  |
| Cuba   | 3 – 0 | Argentina     | 25-15 25-16 25-19 |  |
| Brasil | 3 – 0 | Egito         | 25-14 25-08 25-18 |  |
| China  | 3 – 0 | Coreia do Sul | 25-10 25-19 25-14 |  |

Sábado-9 de Novembro
|        |       |               |                   |  |
| Cuba   | 3 – 0 | Egito         | 25-15 25-10 25-16 |  |
| China  | 3 – 0 | Argentina     | 25-16 25-15 25-19 |  |
| Brasil | 3 – 0 | Coreia do Sul | 25-18 25-21 26-24 |  |

Domingo-10 de Novembro
|        |       |               |                               |  |
| Cuba   | 3 – 2 | Coreia do Sul | 23-25 25-18 18-25 25-17 15-13 |  |
| Brasil | 3 – 0 | Argentina     | 25-18 25-19 25-12             |  |
| China  | 3 – 0 | Egito         | 25-11 25-16 25-11             |  |

## Quarta Fase

### Chave A
- Venue: Namihaya Dome em Osaka

Quarta-feira-13 de Novembro
|                |       |        |                               |  |
| Itália         | 0 – 3 | Cuba   | 22-25 22-25 22-25             |  |
| Estados Unidos | 2 – 3 | China  | 20-25 25-20 26-24 20-25 11-15 |  |
| Japão          | 0 – 3 | Brasil | 21-25 21-25 23-25             |  |

Quinta-feira-14 de Novembro
|                |       |        |                               |  |
| Estados Unidos | 0 – 3 | Brasil | 15-25 23-25 20-25             |  |
| Itália         | 0 – 3 | China  | 24-26 18-25 20-25             |  |
| Japão          | 3 – 2 | Cuba   | 15-25 25-19 21-25 25-21 15-13 |  |

Sexta-feira-15 de Novembro
|                |       |        |                         |  |
| Itália         | 1 – 3 | Brasil | 20-25 12-25 25-23 19-25 |  |
| Estados Unidos | 3 – 0 | Cuba   | 25-23 25-18 25-17       |  |
| Japão          | 0 – 3 | China  | 18-25 18-25 13-25       |  |

### Chave B
- Venue: Osaka Prefectural Gymnasium em Osaka

Quarta-feira-13 de Novembro
|                      |       |               |                   |  |
| República Dominicana | 0 – 3 | Coreia do Sul | 20-25 21-25 16-25 |  |
| Polónia              | 3 – 0 | Argentina     | 25-16 25-18 25-21 |  |
| Turquia              | 3 – 0 | Egito         | 25-20 25-15 25-08 |  |

Quinta-feira-14 de Novembro
|                      |       |               |                   |  |
| Polónia              | 3 – 0 | Coreia do Sul | 25-19 27-25 25-21 |  |
| Turquia              | 3 – 0 | Argentina     | 25-14 25-18 25-21 |  |
| República Dominicana | 3 – 0 | Egito         | 25-14 25-15 25-19 |  |

Sexta-feira-15 de Novembro
|                      |       |               |                         |  |
| Turquia              | 3 – 0 | Coreia do Sul | 25-22 25-18 25-17       |  |
| República Dominicana | 3 – 1 | Argentina     | 25-17 25-22 18-25 26-24 |  |
| Polónia              | 3 – 0 | Egito         | 25-16 25-15 25-10       |  |

## Classificação Final
| Rk | Seleção              | Pts | V  | D  | PP | PC | PA    | SP  | SC  | SA    |
| -- | -------------------- | --- | -- | -- | -- | -- | ----- | --- | --- | ----- |
| 1  | China                | 22  | 11 | 0  | 33 | 4  | 8.250 | 898 | 608 | 1.477 |
| 2  | Brasil               | 21  | 10 | 1  | 31 | 7  | 4.429 | 932 | 691 | 1.349 |
| 3  | Estados Unidos       | 19  | 8  | 3  | 28 | 13 | 2.154 | 942 | 837 | 1.125 |
| 4  | Itália               | 18  | 7  | 4  | 22 | 14 | 1.571 | 827 | 717 | 1.153 |
| 5  | Japão                | 18  | 7  | 4  | 22 | 19 | 1.158 | 896 | 865 | 1.036 |
| 6  | Cuba                 | 17  | 6  | 5  | 24 | 18 | 1.333 | 946 | 889 | 1.064 |
| 7  | Turquia              | 16  | 5  | 6  | 22 | 20 | 1.100 | 914 | 856 | 1.068 |
| 8  | Polónia              | 16  | 5  | 6  | 18 | 22 | 0.818 | 873 | 888 | 0.983 |
| 9  | Coreia do Sul        | 14  | 3  | 8  | 15 | 24 | 0.625 | 805 | 850 | 0.947 |
| 10 | República Dominicana | 14  | 3  | 8  | 11 | 26 | 0.423 | 592 | 868 | 0.682 |
| 11 | Argentina            | 12  | 1  | 10 | 4  | 30 | 0.133 | 617 | 812 | 0.760 |
| 12 | Egito                | 11  | 0  | 11 | 0  | 33 | 0.000 | 464 | 825 | 0.562 |

PTS - pontos, J - jogos, V - vitórias, D - derrotas, PP - pontos pró, PC - pontos contra, PA - pontos average, SP - sets pró, SC - sets contra, SA - sets average
- China, Brasil e Estados Unidos estão qualificados para a Olímpiada de Atenas 2004 na  Grécia.

## Classificação Geral
| \| Place \| Team \| \| ----- \| -------------------- \| \| 1. \| China \| \| 2. \| Brasil \| \| 3. \| Estados Unidos \| \| 4. \| Itália \| \| 5. \| Japão \| \| 6. \| Cuba \| \| 7. \| Turquia \| \| 8. \| Polónia \| \| 9. \| Coreia do Sul \| \| 10. \| República Dominicana \| \| 11. \| Argentina \| \| 12. \| Egito \| | Time Campeão Feng Kun , Yang Hao, Liu Yanan, Li Shan Zhou Suhong, Zhao Ruirui, Zhang Yuehong, Chen Jing, Song Nina, Wang Lina, Zhang Na, Zhang Ping Head Coach: Chen Zhonghe. |
| Place | Team |
| 1. | China |
| 2. | Brasil |
| 3. | Estados Unidos |
| 4. | Itália |
| 5. | Japão |
| 6. | Cuba |
| 7. | Turquia |
| 8. | Polónia |
| 9. | Coreia do Sul |
| 10. | República Dominicana |
| 11. | Argentina |
| 12. | Egito |

## Prêmios individuais
- Most Valuable Player-MVP:  Małgorzata Glinka (POL)
- Maior Pontuadora:  Małgorzata Glinka (POL)
- Melhor Atacante:  Zhao Ruirui (CHN)
- Melhor Bloqueadora:  Valeska Menezes (BRA)
- Melhor Sacadora:  Zoila Barros (CUB)
- Melhor Recepção:  Zhou Suhong (CHN)
- Melhor Líbero:  Arlene Xavier (BRA)
- Melhor Levantadora:  Feng Kun (CHN)
- Premição Especial:  Yoshie Takeshita (JPN)